# Breege
Breege település Németországban, Mecklenburg-Elő-Pomeránia tartományban. Lakosainak száma 580 fő (2023. december 31.).

## Népesség
A település népességének változása:
| Lakosok száma | 626  | 612  | 629  | 587  | 575  | 580  |
|               | 2015 | 2017 | 2019 | 2021 | 2022 | 2023 |